# Old U.S. Post Office
L'Old U.S. Post Office est un ancien bureau de poste américain situé à Bend, dans l'Oregon. Il est inscrit au Registre national des lieux historiques depuis le 14 février 1985.